# Хойни (Великопольське воєводство)
Хойни (пол. Chojny) — село в Польщі, у гміні Коло Кольського повіту Великопольського воєводства.
Населення — 284 особи (2011).
У 1975-1998 роках село належало до Конінського воєводства.

## Демографія
Демографічна структура станом на 31 березня 2011 року:
|          | Загалом | Допрацездатний вік | Працездатний вік | Постпрацездатний вік |
| -------- | ------- | ------------------ | ---------------- | -------------------- |
| Чоловіки | 139     | 29                 | 99               | 11                   |
| Жінки    | 145     | 27                 | 83               | 35                   |
| Разом    | 284     | 56                 | 182              | 46                   |